# Drosophila toxochaeta
Drosophila toxochaeta är en tvåvingeart som beskrevs av Perreira och Kenneth Y. Kaneshiro 1991. Drosophila toxochaeta ingår i släktet Drosophila och familjen daggflugor.
Artens utbredningsområde är Hawaii.